# 水坑尾街

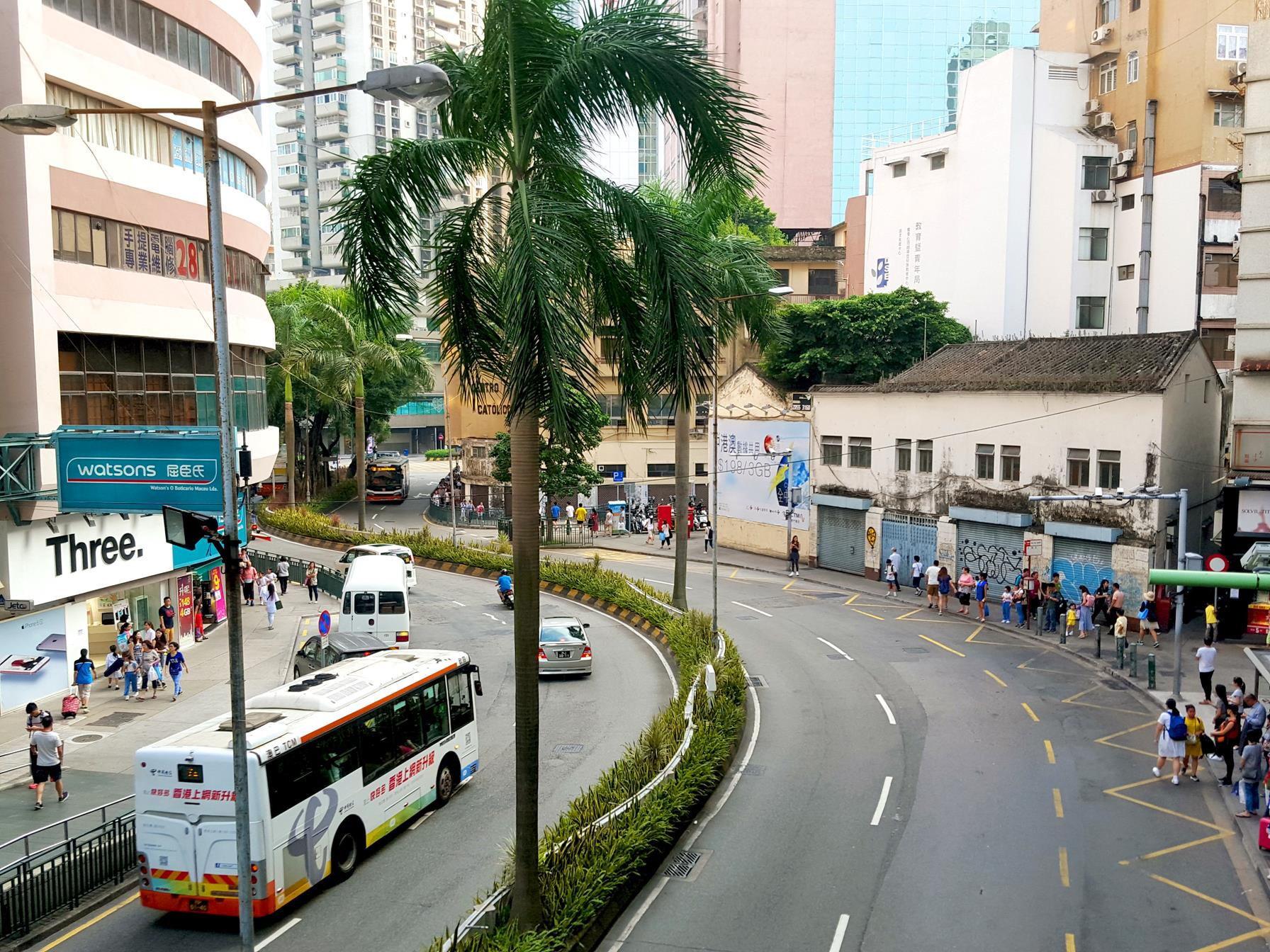
水坑尾街

22°11′38.1″N 113°32′36.6″E / 22.193917°N 113.543500°E
水坑尾街（葡萄牙語：Rua do Campo），位於澳門半島中部大堂區歷史悠久的街道，是澳門商業購物區和交通樞紐之一。北在東望洋街連接荷蘭園大馬路，南在南灣大馬路連接約翰四世大馬路，長380米。

## 命名來源
水坑尾街位置在東望洋山與大炮台山之間的小谷地末端，由於雨水從兩邊山坡流下，在此匯流至地勢較低的一道坑水，流入南灣，因而得名「水坑尾」。

## 沿革
自明朝開始，外國商船獲准以澳門作為泊口，外國商人紛紛在此設立商行進行貿易。明天啟三年(1623年)，葡萄牙人藉口防禦荷蘭，私自在水坑尾建築了一道城牆；但城牆後為廣東海道副使徐如珂所拆毀。其後，葡萄牙人賄賂中國官員，終於在此建成一道城牆，澳門舊城大致築成。此部分城牆有三個城門，當中的水坑尾門大概橫貫於現水坑尾街北段。昔日水坑尾門前曾有一條石板路，經荷蘭園、塔石、龍田村，直達普濟禪院；但在清道光二十八年（1848年），石板路被澳門總督亞馬留強行向北往關閘開闢馬路所毀。及至清同治二年（1863年），葡萄牙人拆毀了水坑尾門、三巴門一帶的圍牆，進一步擴張界址。
1987年，水坑尾街創立了第一家澳門的麥當勞，但由於當年葡萄牙尚未有麥當勞（至1991年），所以相信當年澳門之所以比葡萄牙更早出現麥當勞分店，是香港的麥當勞在澳門所開設的「分店」，而非自葡萄牙帶動。（香港的麥當勞是由英國1974年10月引入後不久，於1975年1月就傳入。）
自澳門的國際貿易地位被香港取代，此地商行大多遷走或結業，剩下的舊有建築物則被富人改建為住宅和樓宇。隨社會發展，水坑尾街與鄰近大井頭、天神巷、近西街、白馬行、板樟堂街統稱為「水坑尾坊」。不過水坑尾坊現在亦在城市的變遷而消失了。由於水坑尾鄰近中區，現今的水坑尾街仍是澳門重要的商業購物區和交通樞紐之一。近年，澳門特別行政區政府著重旅遊業，水坑尾街的一些舊有建築物亦被《澳門文物名錄》所評定而加以保護。

## 鄰近
- 公共行政大樓
- 澳門婦女聯合總會（婦聯大廈）
- 信達城
- 來來超級市場第十九分店 - 水坑尾分店
- 大創百貨信達堡分店
- 皇都酒店

## 公共交通

### 公共巴士
M100 水坑尾／高可寧大宅（R. Campo / Minsão do Kou Ho Neng）
路線：7、8
M144 水坑尾／天神巷（R. Campo / Travessa dos Anjos）
路線：2、2A、5、9、9A、12、16、16S、22、25、25B、N2
M146 水坑尾／方圓廣場（R. Campo / Vicky Plaza）
路線：2、4、18A、19
M153 水坑尾／公共行政大樓（R. Campo / Edf. Admin. Pública）
路線：2A、7、8、8A、9、9A、12、18、18B、22、25、25B、H1、H2